# موش‌ریختان
موش‌ریختان یا موش‌سانیان (نام علمی: Myomorpha) نام یک زیرراسته از راسته جوندگان است که دارای ۱٬۱۳۷ گونهٔ شناسایی شده‌است. این تعداد از گونه‌ها نزدیک به یک چهارم کل گونه‌های پستانداران را در بر می‌گیرد. این گونه‌ها جوندگانی شبیه موش هستند که برخی از مهم‌ترین آنان عبارت اند از موش، موش صحرایی، جربیل، همستر، ول و موش قطبی. این جانوران در سراسر خشکی‌های کره زمین به استثنای جنوبگان و در انواع زیستگاه‌های مختلف یافت می‌شوند. این جانوران عموماً شب‌زی و دانه خوار هستند.